# Patrick Jacobs
Patrick Jacobs (Halle, 15 juli 1962) is een voormalig Belgisch wielrenner. Hij was beroepsrenner van 1986 tot 1992. Het grootste deel van zijn carrière reed hij bij Hitachi en afgesloten heeft hij bij GB-MG Maglificio van Patrick Lefevere.
Patrick is vooral bekend als meesterknecht. Zo was hij jaren de trouwste helper van Claude Criquielion in de Tour de France. Toen die zijn carrière beëindigde deed hij hetzelfde voor Phil Anderson bij TVM en Stephen Roche bij Tonton Tapis-GB.
In 1989 beleefde Patrick Jacobs zijn hoogtepunt door als winnaar over de streep te rijden in Purnode.

## Resultaten in voornaamste wedstrijden
| Jaar | Ronde van Italië | Ronde van Frankrijk | Ronde van Spanje |
| ---- | ---------------- | ------------------- | ---------------- |
| 1986 |                  |                     |                  |
| 1987 |                  |                     |                  |
| 1988 |                  |                     |                  |
| 1989 |                  | opgave              |                  |
| 1990 | 68e              | opgave              |                  |
| 1991 |                  | 82e                 |                  |
| 1992 |                  |                     | buiten tijd      |

| Jaar | Milaan-San Remo | Ronde van Vlaanderen | Amstel Gold Race | Luik-Bast.‑Luik | Ronde van Lombardije | Waalse Pijl | Parijs-Brussel |
| ---- | --------------- | -------------------- | ---------------- | --------------- | -------------------- | ----------- | -------------- |
| 1986 |                 |                      |                  |                 | 23e                  |             | 28e            |
| 1987 |                 |                      |                  |                 |                      |             |                |
| 1988 |                 |                      | 42e              |                 |                      | 14e         | 24e            |
| 1989 | 38e             |                      | 61e              |                 |                      | 58e         | 100e           |
| 1990 |                 | 98e                  | 42e              | 80e             |                      | 28e         |                |
| 1991 |                 | 35e                  |                  |                 |                      | 54e         | 76e            |
| 1992 | 196e            |                      |                  |                 |                      |             |                |